# Liste des comtes de Strassberg
Pour les articles homonymes, voir Strasberg.
Seigneurie située près de Büren an der Aare propriété d'une lignée de baron disparu vers 1200 apparenté aux barons de Granges. Après l'extinction des barons de Strassberg la seigneurie est rachetée par les Neuchâtel-Nidau en 1236. les nouveaux comtes de Strassberg s'installent à Büren et délaissent le château qui tombe en ruine.

Berthold Ier de Neuchâtel-Strassberg, (? - 1270), seigneur de Valangin puis de Strassberg, fils d'Ulrich III de Neuchâtel,. Vers 1251 il échange sa part de la seigneurie de Valangin avec son frère Ulrich IV de Neuchâtel-Aarberg contre celle que ce dernier détenait sur Strassberg.
Mariage et succession :

Il épouse Jeanne de Granges de qui il a :
- Berthold II qui suit,
- Henri, (? - 1288), co-seigneur de Strassberg et chanoine de Soleure,
- Othon Ier, (? - 1275), co-seigneur de Strassberg,
- Rodolphe, (? - vers 1270),
- Adélaîde, elle épouse Henri comte de Buchegg, (? - 14 août 1320).

Berthold II de Neuchâtel-Strassberg, (? - 1273), comte de Strasberg,.
Mariage et succession :

Il épouse Adélaïde d'Ochsenstein, (? - 17 mai 1314/32), fille d'Othon d'Ochsenstein et de Kunégonde de Habsbourg, remariée veuve à Rodolphe II de Bade, de qui il a :
- Gertrude/Gutta, (? - 27 mars 1327), elle épouse en premières noces Rodolphe II de Neuchâtel-Nidau, puis en secondes noces Rodolphe III marquis de Bade (frère cadet de Rodolphe II ; Adélaïde d'Ochsenstein était donc la belle-mère et la belle-sœur de Rodolphe III !),
- Othon II qui suit,
- Berthold III, (? - 27 avril 1316/20),
- Louis, (? - 2 décembre 1343), chanoine du chapitre cathédral de Constance en 1306-1307. En 1309 il renonce à ses droits sur Strassberg en faveur de ses frères. Chantre du chapitre cathédral de Strasbourg, curé de Saint-Nicolas à Fribourg et chanoine du chapitre collégial de Saint-Ours à Soleure. Après des études à Bologne (1310-1315), il fut chanoine à Bâle en 1318, archidiacre à Strasbourg en 1338 et prévôt à Soleure de 1324 à 1343.

Othon II de Neuchâtel-Strassberg, (vers 1280 - septembre 1315/18), comte de Strassberg,. Bailli impérial en Bourgogne.
Mariage et succession :

Il épouse le 8 avril 1300 Marguerite, fille de Conrad de Fribourg, de qui il a :
- Imier qui suit.

Imier de Neuchâtel-Strassberg, (? - 3 mai 1364), comte de Strassberg,. Conseiller du duc d'Autriche. Accablé de dettes il vend en 1327 son domaine de Balm à Rodolphe III de Neuchâtel-Nidau, puis quelque temps avant son décès il cède Büren à Rodolphe IV de Neuchâtel-Nidau.
Mariage et succession :

Il épouse Marguerite, (? - novembre 1369), fille de Jean de Wolhusen et Helika de Schwarzenberg, de qui il a :
- Elisabeth, (? - 19 juillet 1352), elle épouse Othon, (? - 18 mars 1382), margrave de Bade.

## Sources
- Franziska Hälg-Steffen, « Strassberg, de » dans le Dictionnaire historique de la Suisse en ligne, version du 26 août 2012.
- Anne-Marie Dubler, « Strassberg » dans le Dictionnaire historique de la Suisse en ligne, version du 29 décembre 2011.
- Geneall, Strassberg
- Fabpedigree, Valangin
- Roglo, von Strassberg
- Georges Auguste Matile, Monuments de l'histoire de Neuchatel, Volume 2, Attinger, 1848 (lire en ligne), p. 1216
- Manuel généalogique pour servir à l'histoire de la Suisse, Tome I, Zurich, Société suisse d'héraldique, 1908 (lire en ligne), p. 102 et 103